# 桝山古墳

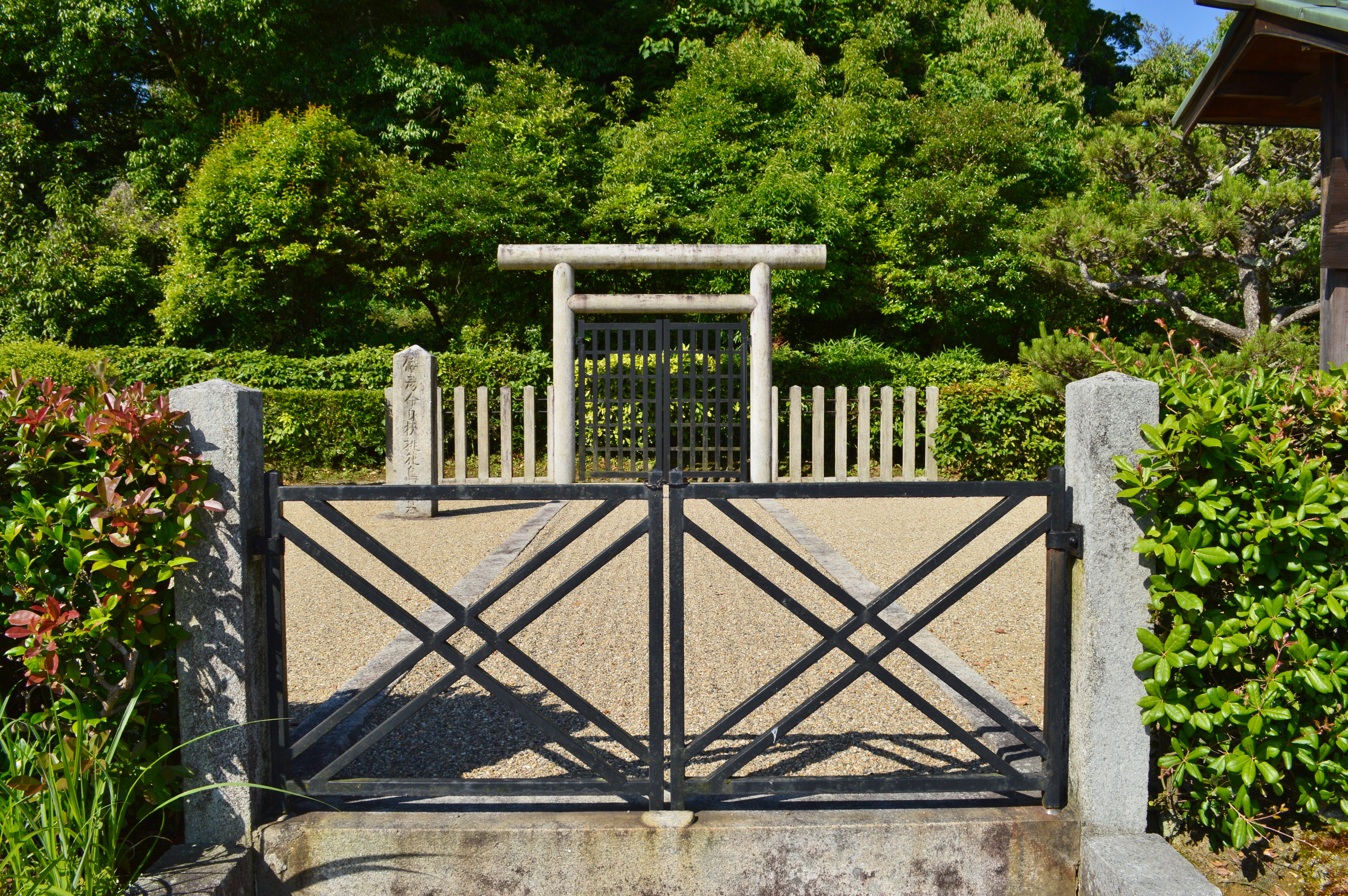
倭彦命身狭桃花鳥坂墓 拝所

桝山古墳（ますやまこふん）は、奈良県橿原市鳥屋町にある古墳。形状は方墳。
実際の被葬者は明らかでないが、宮内庁により「身狭桃花鳥坂墓（むさのつきさかのはか、身狹桃花鳥坂墓）」として第10代崇神天皇皇子の倭彦命の墓に治定されている。
方墳としては全国で最大規模の古墳である。

## 概要
奈良盆地南縁、貝吹山北麓の尾根先端部に築造された古墳である。「桝山（ますやま）」の古墳名は、墳丘が方丘であることによる。現在は宮内庁治定の皇族墓として同庁の管理下にある。
墳形は元々は方形であるが、後世に北東部に前方部が付加されて前方後円形に生垣が巡らされている。一辺約85メートル（または約90メートル）・高さ約15メートルを測るが、これは方墳としては全国で最大規模になる。墳丘は3段築成。墳丘外表では埴輪片が検出されている。その他については詳らかでない。
この桝山古墳は、古墳時代中期の5世紀前半頃（または5世紀末-6世紀前半頃）の築造と推定される。被葬者は明らかでないが、前述のように現在は宮内庁により倭彦命の墓に治定されている。本古墳の北方には鳥屋ミサンザイ古墳（宣化天皇 身狭桃花鳥坂上陵）が、西方には新沢千塚古墳群があり、それらとの関係性が指摘される。

## 被葬者
桝山古墳の実際の被葬者は明らかでないが、宮内庁では第10代崇神天皇皇子の倭彦命（やまとひこのみこと）の墓に治定している。倭彦命について、『日本書紀』では垂仁天皇28年に薨去して「身狭桃花鳥坂（むさのつきさか）」に葬られたとし、その際の殉死の悲惨な様によって殉死の禁令が出されたとする（埴輪起源説話の発端）。『延喜式』諸陵寮では記載を欠く。
その後、倭彦命墓の所在に関する所伝は失われ、江戸時代には『大和志』・『大和名所図会』等において鬼の俎・鬼の雪隠東方の石室を倭彦命墓に比定する説もあった。1877年（明治10年）4月に内務省によって現在の墓に定められ、1886年（明治19年）に宮内省（現・宮内庁）によって用地買収とともに同地にあった神社が移転され、1890年（明治23年）から修営された。ただしその治定には否定的な見解が強い。